# Thrixspermum tenuicalcar
Thrixspermum tenuicalcar är en orkidéart som beskrevs av Cedric Errol Carr. Thrixspermum tenuicalcar ingår i släktet Thrixspermum och familjen orkidéer. Inga underarter finns listade i Catalogue of Life.